# 7401 Тойнбі
7401 То́йнбі (7401 Toynbee) — астероїд головного поясу, відкритий 21 серпня 1987 року.
Тіссеранів параметр щодо Юпітера — 3,479.
Названо на честь Арнольда Тойнбі (англ. Arnold Joseph Toynbee, 1889—1975) — англійського історика, творця цивілізаційного підходу до трактування історії.